# Torre de las Arcas
Torre de las Arcas es un municipio y localidad española de la provincia de Teruel, en la comunidad autónoma de Aragón. El término municipal, ubicado en la comarca de las Cuencas Mineras, tiene una población de 20 habitantes (INE 2024).

## Geografía
El municipio se sitúa en el valle del río Cabra, afluente del río Martín, dentro de la sierra de Sant Just. Se accede a la población a través de la TE-V-1334, que enlaza con la N-211 en Castel de Cabra. También se puede acceder a la cercada localidad de Obón por la pista VF-TE-48.

## Demografía
Torre de las Arcas cuenta con una población de 20 habitantes (INE 2024).
| Gráfica de evolución demográfica de Torre de las Arcas entre 1842 y 2021 |
| |
| Población de derecho según los censos de población del INE Población de hecho según los censos de población del INEEn estos censos se denominaba Torre las Arcas: 1842, 1857, 1860 y 1877 |

## Administración y política
| Período   | Alcalde                    | Partido     |  |
| --------- | -------------------------- | ----------- |  |
| 1979-1983 | Miguel Latorre Villuendas  | UCD         |  |
| 1983-1987 |                            |             |  |
| 1987-1991 |                            |             |  |
| 1991-1995 |                            |             |  |
| 1995-1999 |                            |             |  |
| 1999-2003 |                            |             |  |
| 2003-2007 |                            |             |  |
| 2007-2011 |                            |             |  |
| 2011-2015 | María Teresa Gamarra Chopo | PSOE-Aragón |  |
| 2015-2019 | Ana María Esteban Torres   | PSOE-Aragón |  |

| Partido político    | Partido político                                   | 2003   | 2007   | 2011   | 2015   |
| Partido político    | Partido político                                   | Ediles | Ediles | Ediles | Ediles |
|                     | Partido de los Socialistas de Aragón (PSOE-Aragón) | 1      | 1      | 1      | 1      |
| Total de concejales | Total de concejales                                | 1      | 1      | 1      | 1      |

## Lugares de interés

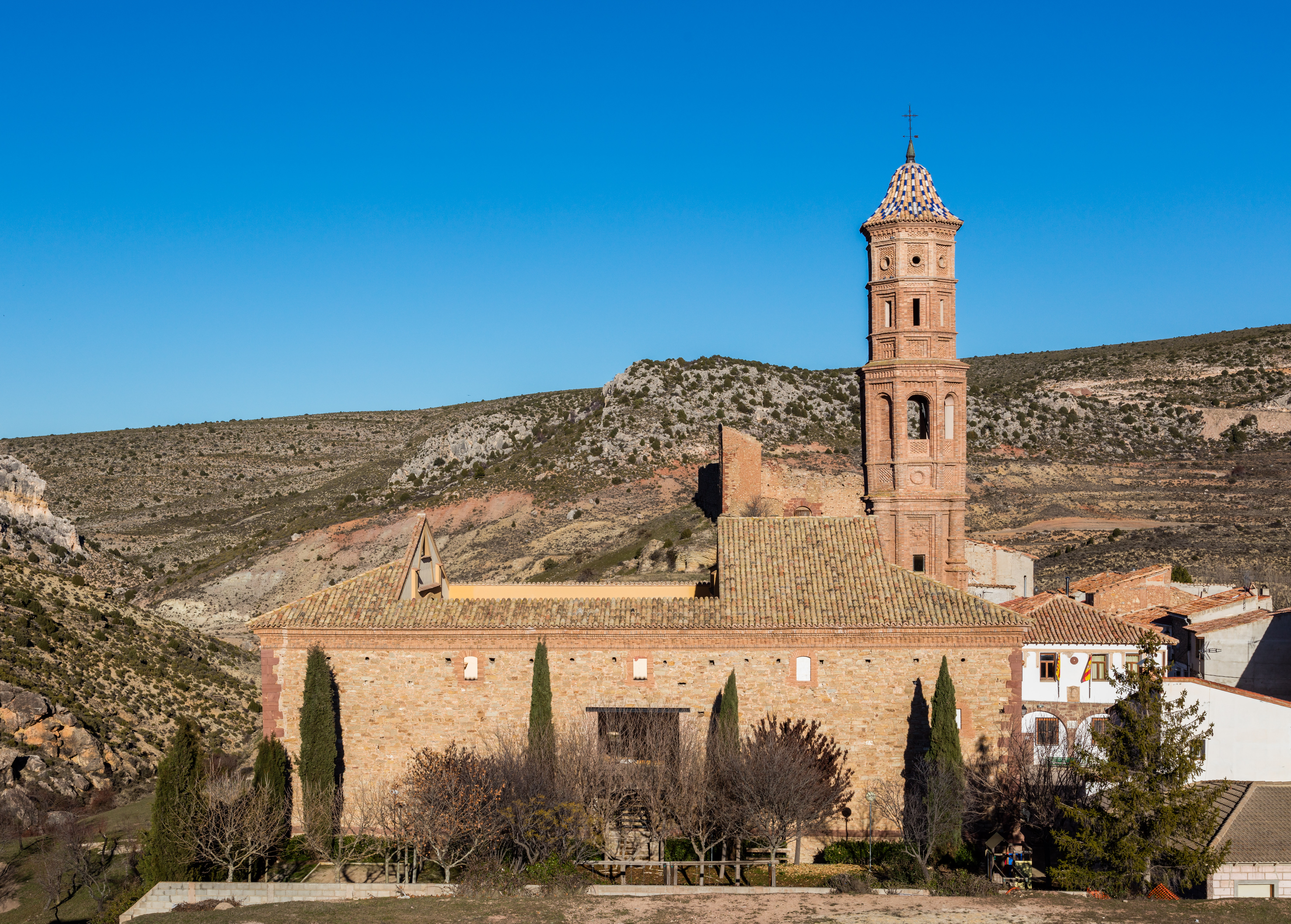
Iglesia de San Miguel

- Iglesia parroquial de San Miguel, de estilo barroco (siglo XVIII).
- Circuito del molino nuevo río arriba, pasando entre rodenos y chopos. Pasado el molino, se alcanza un pinar a través de un estrecho. Subiendo un poco se pasa por encima del molino, disfrutando de unas vistas bonitas de regreso hacia el pueblo.
- Otro recorrido interesante pasa por el molino bajo o viejo, río abajo llegando a las hoces del río Cabra.
- Castillo de Torre de las Arcas (siglo XIV).